# هارون ماكلين
هارون ماكلين (بالإنجليزية: Aaron McLean)‏ هو لاعب كرة قدم بريطاني في مركز الهجوم، ولد في 25 مايو 1983 في هامرسميث في المملكة المتحدة. شارك مع منتخب إنجلترا لكرة القدم C ‏. أما مع النوادي، فقد لعب مع إبسفليت يونايتد وإيبسويتش تاون وبرادفورد سيتي وبرمنغهام سيتي ونادي ألدرشوت تاون ونادي بارنت ونادي بيتربورو يونايتد ونادي ليتون أورينت وهال سيتي.

## وصلات خارجية
- هارون ماكلين على موقع قاعدة بيانات كرة القدم.إي يو (الإنجليزية)
- هارون ماكلين على موقع Soccerbase.com (لاعب) (الإنجليزية)
- هارون ماكلين على موقع Soccerway.com (الإنجليزية)
- هارون ماكلين على موقع عالم كرة القدم.نت (الإنجليزية)